# Serguéi Bezrúkov
Serguéi Vitálievich Bezrúkov (nació el 18 de octubre de 1973 en Moscú, RSFSR, URSS) es un actor de teatro y cine, director de teatro, productor y guionista. Artista popular de la Federación Rusa (2008). Le fue otorgado el Premio Estatal de la Federación Rusa (1997). Director artístico del Teatro Dramático Provincial de Moscú, solista y fundador de la banda de rock El Padrino.

## Biografía
Nació el 18 de octubre de 1973 en Moscú. su padre es Vitaly S. Bezrukov (nacido el 1 de enero de 1942), actor y director, que trabajó en el Teatro Académico de Sátira de Moscú. Madre: Natalia Bezrukova (Surova; género. 1 de enero de 1950), graduada de la Escuela Técnica Gorki del Comercio Soviético, ama de casa, trabajó como gerente de la tienda. Su nombre era Serguéi en honor al querido poeta de su padre, Serguéi Yesenin.
Fue a la escuela a los seis años de edad. Le encantaba acompañar a su padre durante su trabajo y desde pequeño soñaba con seguir sus pasos. Se unió al Komsomol. Después de graduarse en la escuela secundaria número 402 en el distrito de Perovsky de Moscú en 1990, ingresó en la Escuela de Teatro de Arte de Moscú.
En 1994, se graduó en la Escuela de Teatro de Arte de Moscú como actor de Teatro Dramático y Cine (taller de Oleg Pavlovich Tabakov ). Justo después de eso fue aceptado en la compañía del Estudio de Teatro de Moscú bajo la supervisión de Oleg Tabakov.
Ha aparecido en series como " Brigada " (2002), " Comisaría " (2003), " Maestro y Margarita " (2005), " Yesenin " (2005), así como en las películas " Vajilla china " (1999), " Azazel " ( 2002), "Lucha contra las sombras " (2005), " Pushkin. El último duelo "(2006)," Vysotsky. Gracias por estar vivo ”(2011) y muchos otros.
Durante varios años (1995–2000) trabajó en el programa satírico de entretenimiento “Dolls” en el canal NTV, donde dobló a doce personajes, incluidas personalidades tan famosas como Boris Yeltsin, Vladimir Zhirinovsky (el personaje favorito de Serguéi).
En 2010 fundó un teatro privado - "El teatro de Serguéi Bezrukov".
Desde el 26 de julio de 2010 es miembro del Consejo Patriarcal de la Cultura del Patriarcado de Moscú de la Iglesia Ortodoxa Rusa.
Desde 2013, cofundador (con Irina Bezrukova ) del Fondo para el Apoyo y Desarrollo de Proyectos Socioculturales Sergey Bezrukov.
En marzo de 2013, fue nombrado director artístico de la Casa de Arte Regional de Moscú "Kuzminki".
Desde abril de 2013, ha sido miembro del Consejo Público del Ministerio de Defensa de Rusia.
Desde enero de 2014 - Director del Teatro Dramático Provincial de Moscú.
Desde 2016 - Productor general de la "Compañía de cine Sergei Bezrukov".
Es aficionado a la pintura.

### Familia

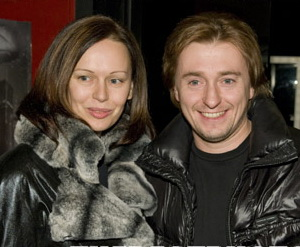
Sergey e Irina Bezrukov en el estreno de la película " En el juego ", 21 de noviembre de 2009

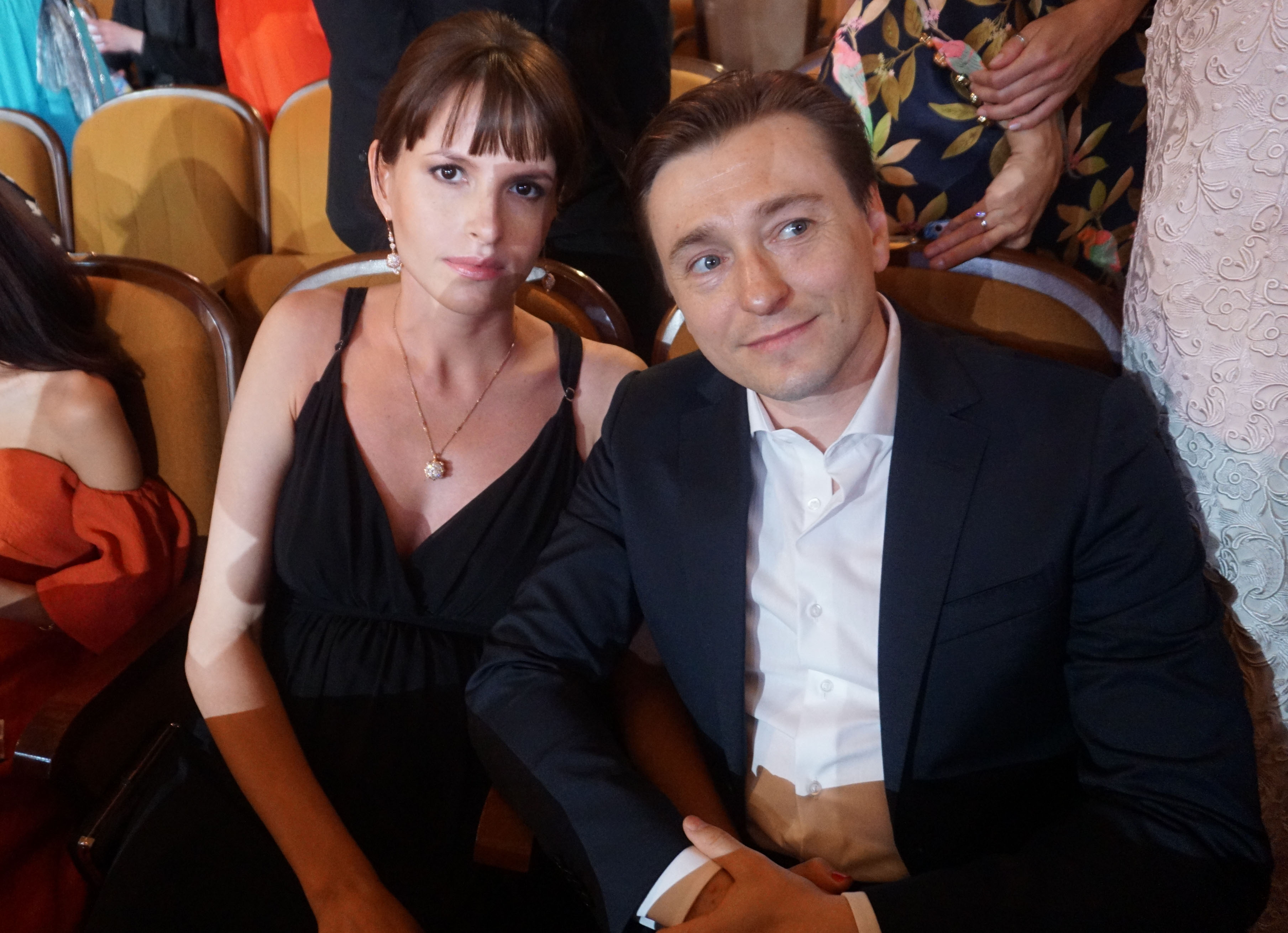
Serguéi Bezrukov y Anna Mathison. Kinotavr, Sochi, 2016.

- Bisabuelo (por parte de padre) - Stepan Ivanovich Bezrukov - campesino de la provincia de Nizhny Novgorod, cochero y después conductor. Murió durante la Guerra Civil.[11]
- Abuelo (por parte de padre) - Serguéi Stepanovich Bezrukov - teniente de la NKVD, luchó en SMERSH, cantaba y tocaba la guitarra y la armónica.[11]
- Abuela (por parte de padre) - (Polia[12]) Pelageya Bezrukova (Mukhina).
- Abuelo (por parte de madre): Mijaíl Ivánovich Surov (1924-2005). Fue gerente en el partido y aparato económico en Lyskovo, Región de Gorki.[5]
- La abuela (por parte de madre) —Ekaterina Alekseevna Surova (1924–2008) trabajó como maestra e Lyskovo en la escuela primaria y jardín de infantes.[5]
- A fines de 2013, los medios de comunicación, usando la información que les había proporcionado el padre de Bezrukov, informaron de que Sergey tenía dos hijos pequeños: Alexandra (nacida en 2008) y su hijo Iván (nacido en 2011); su madre resultó ser una actriz de San Petersburgo, Kristina Smirnova (nacida en 1983 en Letonia).[13][14][15][16]
- De 2000 a 2015, estuvo casado con la actriz Irina Bezrukova (comenzó su relación con Bezrukov al dejar a Igor Livanov.[17] Se unieron en matrimonio durante el rodaje de Serguéi de la serie "La Brigada"). En 2015, la pareja se separó.[18][19]
- El 11 de marzo de 2016, Sergey Bezrukov se casó con la directora Anna Mathison.[20] El 4 de julio de 2016 tuvieron una hija, María.[21] En mayo de 2018, la pareja informó de que estaban esperando a su segundo hijo. El 24 de noviembre de 2018, la pareja tuvo un niño al que han llamado Stepan.[22]

### Puntos de vista sociopolíticos

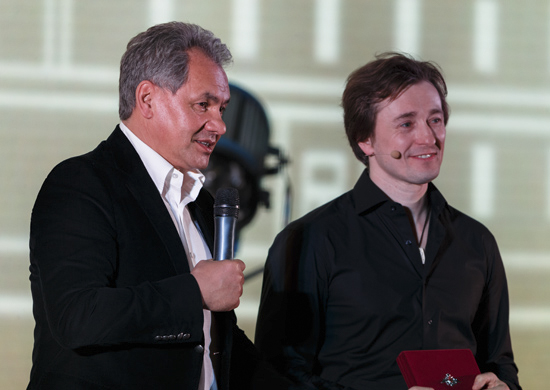
Serguéi Bezrukov y el Ministro de Defensa de Rusia Serguéi Shoigú, 5 de junio de 2015

Miembro del partido Rusia Unida desde 2002. En febrero de 2012, se negó a aparecer en un videoclip en apoyo del candidato presidencial Vladímir Putin. Explicó su decisión diciendo que "no quiere que su opinión influya en la elección de otras personas".
En 2014, firmó un llamamiento colectivo de figuras culturales de la Federación de Rusia en apoyo de la política del Presidente de la Federación de Rusia V. V. Putin en Ucrania y en Crimea. En agosto de 2015, la SBU agregó a Bezrukov a la lista de figuras culturales cuyas acciones representan una amenaza para la seguridad nacional de Ucrania.
Durante las elecciones presidenciales de 2018, fue miembro del consejo de administración de Vladímir Putin y miembro del grupo que lo nominó.

### Litigios sobre su vida privada
En enero de 2017, llamó la atención de la prensa la carta abierta de Bezrukov al Presidente del Tribunal Supremo de la Federación Rusa, Vyacheslav Lebedev. La carta fue publicada en la página web del Juzgado General. En ella el artista solicita una inspección de varios jueces de la corte Savyolovsky de Moscú. Anteriormente, Bezrukov, basándose en la Constitución de la Federación Rusa y la Ley Federal de Medios de Comunicación, apeló repetidamente al tribunal con reclamos sobre la protección del derecho a la privacidad. En las demandas, se quejó de que los medios de comunicación y los periodistas difunden rumores y chismes sobre él y su familia, "espían", toman fotos y les graban ilegalmente, perturban la paz de sus seres queridos y la información personal recopilada sin su consentimiento se publica en la prensa para todo el que quiera leerla.Los jueces B.V. Udov y I. A. Gostiuzheva, se negaron en repetidas ocasiones a aceptar las denuncias del actor argumentando que la difusión en los medios de los detalles de la vida privada de un personaje público "se debe al papel que desempeñan estos individuos en la vida pública y la influencia que su comportamiento tiene en la formación de valores y el estilo de vida comunitaria ". De las decisiones judiciales tomadas a raíz de las reclamaciones de Bezrukov también se desprendió que, en muchos casos, la vida privada y las imágenes personales de personas con profesiones públicas son de dominio e interés público.

### Serguéi Bezrukov como músico de rock
El 2 de junio de 2018, Serguéi Bezrukov creó su banda de rock "El Padrino" y lanzó el primer sencillo "No sobre nosotros".
"No sobre nosotros" es el debut de Serguéi Bezrukov y su banda de rock El Padrino. Bezrukov se mantiene fiel a las tradiciones de la escuela de rock and roll y su música está en consonancia con el tiempo actual pero por otro lado mantiene su independencia creativa. Como cualquier tipo de rock and roll, canta sombre sí mismo y sobre sus experiencias personales. Sus protagonistas viven en una realidad en la que el lugar principal está ocupado por los sentimientos y las relaciones humanas. Bezrukov es un romántico, pero al mismo tiempo un intelectual hooligan que le da a su música una melodía especial, sin complicaciones mientras mantiene un sonido brillante. Las voz energética y brillante de Bezrukovsky se combina perfectamente con la utilización de las guitarras eléctricas. Al mismo tiempo, su timbre tan reconocible suena muy bien en las baladas y las canciones acústicas ", dice el comunicado de prensa.
“Como muchos de mis contemporáneos, crecí escuchando el rock ruso. A los doce años era fanático de los grupos Acuario, Cine, Alicia, DDT, y me pasaba horas escuchando las canciones de Queen. Ahora soy un gran fan de Muse. Hace poco me acordé de que en la escuela, en la fiesta de graduación, hicimos un concierto "Encuentro de compañeros 30 años después", en el que, haciamos como si ya hubiésemos madurado y les decíamos a los demás en quién nos habíamos convertido. Algunos eran médicos, conductores, artistas, militares, etc. Curiosamente yo me imaginé siendo un músico de rock que acababa de volver de una gira mundial, cantando sus canciones acompañado de mi guitarra. Esto fue antes de entrar en la Escuela de Teatro de Arte de Moscú. Y así, habiendo pasado unos 30 años, las fantasías infantiles han comenzado a materializarse. Ya convertido en actor, traté de cantar en películas y en obras de teatro. Durante muchos años en la obra «Hooligan. Confesión» Canto como Yesenin con una orquesta en vivo, y una de las canciones," El ruiseñor ", fue escrita por mí como una canción de rock. Hace un año, en el Teatro Gubernsky, estrené una obra musical y poética “Vysotsky. El nacimiento de una leyenda, “al final de la cual hay un gran bloque de rock. Para enfatizar el sonido moderno de Vysotsky, interpretamos sus canciones al estilo del rock y la mayoría de las canciones las canto yo mismo. Todo esto dio como resultado la creación de nuevas canciones y su grupo "El Padrino", dijo el propio Bezrukov en una entrevista con Komsomolskaya Pravda.

## Actividad artística

### Obras teatrales

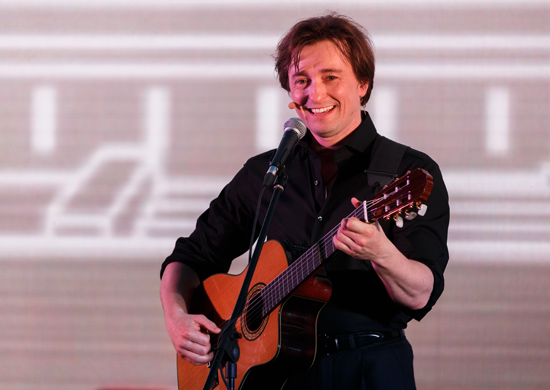
Serguéi Bezrukov lee poemas de Yesenin y Vysotsky en el Centro Nacional para la Gestión de la Defensa de la Federación Rusa, el 5 de junio de 2015.

#### El teatro de drama de Moscú M. N. Yermolova
- 1995 - "Mi vida, ¿acaso soñé contigo? . . "(Producción F. Veriginoy) - Sergey Yesenin
- 2002 - “Alexander Pushkin” (producción V. Bezrukova) - Alexander Pushkin

#### Teatro de Moscú Oleg Tabakov
- "Pasiones de Bumbarash (edición temprana)" (1993, V. Mashkova) - Estudiante
- "Biloxi Blues (edición temprana)" (1993, producción O. Tabakova) - soldado Yudzin M. Dzerom
- "Botella cerrada" (1994, producción E. Kamenkovich) - Ivan Kulachenko y Teleskopov
- "El revisor" (1994, producción S. Gazarova) - Kvartalniy
- "El silencio del marinero" (1994, producción O. Tabakova) - David Schwartz
- “Los últimos” (1995-2003, producción A. Shapiro) - Petr
- "Piscótico" [1995-2000, A. Zhitinkina) - Alexander
- Anécdotas: "Boboc", "Veinte minutos con un ángel" (1995, producción V. Fokina) - Klinevich y Stupak
- “Hora local de la hora estelar” (1996, producción V. Mashkova) - Saratov
- "Adiós... y aplaudan!" (1997, producción de O. Tabakova) - Arlequín
- “El viejo cuarto" (edición anterior)” (1997-2003, producción A. Zhitinkina) - Escritor
- "Todos los sabios tienen suficiente con la simpleza" (1997, producción de O. Tabakova) - Egor Dmitrich Glumov
- "Confesiones del timador Félix Krul" (1998, producción A. Zhitinkina) - Krul
- "En el fondo" (2000, producción A. Shapiro) - Alyoshka
- “La aventura compuesta por el poema de N. Gogol“ Almas muertas ”” (2006, producción de M. Karbauskisa) - Pavel Ivanovich Chichikov
- “Un día loco o el matrimonio de Fígaro” (2009, producción Konstantin Bogomolov) - Figaro, el criado del duque

#### Agencia de teatro " Art Partner XXI "
- “Tentación” (2000–2005, producción de V. Akhadov) - Bruno
- "La bruja" (2001, producción de V. Bezrukova) - Emelyan

#### Teatro de Arte de Moscú A. P. Chéjov
- 2000 - "Amadeus" (producción de M. Rozovsky) - Mozart
- 2002 - "El fuego sagrado" (producción de S. Enemigo) - Maurice Tabret

#### Teatro " Monólogo Siglo XXI "
- “Koyka” (1999–2002, producción A. Sokolova) - Él